# ساوت هایندلی
ساوت هایندلی (به انگلیسی: South Hiendley) یک روستا و محله مدنی در بریتانیا است که در سیتی ویکفیلد واقع شده‌است. ساوت هایندلی ۱٬۸۱۷ نفر جمعیت دارد.